# Hide and Seek (película de 2021)
Hide and Seek es una película de suspenso y terror estadounidense de 2021 escrita y dirigida por Joel David Moore. Es una nueva versión de la película coreana del mismo nombre de 2013. La película está protagonizada por Jonathan Rhys Meyers, Jacinda Barrett, Joe Pantoliano y Mustafa Shakir. Se estrenó en cines y en plataformas de video bajo demanda el 19 de noviembre de 2021.

## Reparto
- Jonathan Rhys Meyers como Noah Blackwell[1]
- Jacinda Barrett como Samantha Blackwell[1]
- Joe Pantoliano como Collin Carmichael[1]
- Mustafa Shakir como Frankie Pascarillo[1]

## Producción
El 13 de diciembre de 2017, se anunció que Moore adaptaría y dirigiría una nueva versión en inglés de la película coreana del mismo nombre.

## Estreno
Saban Films adquirió los derechos de Norteamérica, Reino Unido e Irlanda en la primavera de 2021, lo que le dio a la película un estreno limitado en cines de EE. UU. el 19 de noviembre de 2021.